# Lee El
Lee El (en hangul, 이엘; nombre de nacimiento Kim Ji-hyun; Seúl, 26 de agosto de 1982) es una actriz surcoreana.

## Biografía
El 9 de marzo de 2022, a través de su cuenta de instagram oficial la actriz anunció que su padre había fallecido.

## Carrera
Es miembro de la agencia "Artist Company".
Es conocida por sus personajes de reparto, destacando sus interpretaciones en la película Inside Men (2015), la serie de televisión de la MBC Monster (2016), la serie de tvN Goblin: The Lonely and Great God (2016-2017) y más recientemente A Korean Odyssey (2017-2018).
Obtuvo su primer protagónico en la película What a Man Wants (2018). 
En julio del 2018 se anunció que se había unido al elenco de la nueva serie Matrimonial Chaos (también conocida como "The Greatest Divorce") donde dio vida a la introvertida Jin Yoo-young, el primer amor de Jo Seok-moo (Cha Tae-hyun), una mujer que parece inestable, pero que tiene una fuerte influencia sobre sus propias perspectivas.
En 2021 se unió al elenco de la película de acción Yaksha: operaciones despiadadas, donde interpreta a Hee Won, una veterana agente del equipo Black Team, que realiza operaciones encubiertas en el extranjero para los servicios de información surcoreanos. La pandemia de Covid-19 imposibilitó el estreno en sala de la película, que finalmente se exhibió en la plataforma Netflix desde el 8 de abril de 2022.
En julio de 2021 se confirmó que se había unido al elenco principal de la serie Mi diario de liberación, donde interpreta a Yum Ki-jung, la rebelde hija mayor de la familia, quien sólo se porta bien el día que recibe su cheque de pago. Es una mujer que siente que desperdició toda su juventud viajando de ida y vuelta a Seúl por su trabajo, y está desesperada por encontrar el amor. La serie se estrenó en 2022.

## Filmografía

### Series de televisión
| Año  | Título                             | Papel                   | Red         | Ref.          |
| ---- | ---------------------------------- | ----------------------- | ----------- | ------------- |
| 2009 | Cheer Up On Love                   | Min-joo                 | SBS         |               |
| 2011 | White Christmas                    | Oh Jung-hye             | KBS2        |               |
| 2011 | Detectives in Trouble              | Yoo Hye-min             | KBS2        |               |
| 2011 | The Princess' Man                  | Mae-hyang               | KBS2        |               |
| 2012 | Wild Romance                       | Mi-jin                  | KBS2        | [ 11 ]        |
| 2013 | 7th Grade Civil Servant            | Park Soo-young          | MBC         | [ 12 ]        |
| 2013 | Drama Festival – Swine Escape      | Wol-hyang               | MBC         |               |
| 2014 | Mother's Garden                    | Kim Ja-kyung            | MBC         |               |
| 2014 | It's Okay, That's Love             | Se-ra (ep.1-2)          | SBS         | [ 13 ]        |
| 2014 | Liar Game                          | Oh Jung-ah (Jaime)      | tvN         | [ 14 ]        |
| 2015 | More Than a Maid                   | Dama Kang               | JTBC        |               |
| 2015 | Divorce Lawyer in Love             | Han Mi-ri               | SBS         |               |
| 2015 | My Beautiful Bride                 | Son Hye-jung            | OCN         |               |
| 2015 | Hello Monster                      | Kang Sung-eun (ep.9-10) | KBS2        |               |
| 2015 | Imaginary Cat                      | Dokgo Soon              | MBC Every 1 |               |
| 2016 | Monster                            | Ok Chae-ryung           | MBC         |               |
| 2016 | Entourage                          | Ella misma (ep.13-14)   | tvN         |               |
| 2016 | Guardian: The Lonely and Great God | Samshin Halmoni         | tvN         | [ 15 ]        |
| 2017 | Black                              | Yoon Soo-wan            | OCN         | [ 16 ]        |
| 2017 | A Korean Odyssey                   | Ma Ji-young             | tvN         | [ 17 ]        |
| 2018 | Matrimonial Chaos                  | Jin Yoo-young           | KBS2        |               |
| 2019 | When the Devil Calls Your Name     | Ji Seo-young            | tvN         |               |
| 2022 | Mi diario de liberación            | Yum Ki-jung             | JTBC        | [ 18 ] [ 19 ] |
| 2023 | Battle for Happiness               | Jang Mi-ho              | ENA         | [ 20 ] [ 21 ] |
| 2024 | El Sr. Plancton                    | Bong-sook               | Netflix     | [ 22 ]        |
| 2025 | Si las estrellas hablaran          | Directora Kang          | tvN         | [ 23 ] [ 24 ] |

### Películas
| Año  | Título                              | Papel          | Ref.   |
| ---- | ----------------------------------- | -------------- | ------ |
| 2009 | Secret                              | Young-sook     |        |
| 2010 | The Yellow Sea                      | Joo-young      |        |
| 2012 | Pacemaker                           | Choi Min-kyung |        |
| 2012 | Masquerade                          | Ahn Gae-shi    |        |
| 2014 | Actress is Too Much                 | Sarah          |        |
| 2014 | Man on High Heels                   | Do Do          |        |
| 2015 | Inside Men                          | Joo Eun-hye    | [ 25 ] |
| 2018 | What a Man Wants                    | Jenny          | [ 26 ] |
| 2020 | El teléfono                         | Sunwoo Ja-ok   |        |
| 2021 | The Angel Without, The Devil Within | Hee Won        | [ 27 ] |
| 2022 | Amarrados al amor                   | Hye-mi         |        |
| 2022 | Yaksha: operaciones despiadadas     | Hee-won        | [ 7 ]  |
| 2024 | Following                           | Oh Young-joo   | [ 28 ] |

### Programa de variedades
| Año  | Programa        | Papel    | Episodio |
| ---- | --------------- | -------- | -------- |
| 2017 | Lipstick Prince | Invitada | ep. #8   |

### Teatro
| Año       | Título           | Papel  | Notas                |
| --------- | ---------------- | ------ | -------------------- |
| 2018      | Amadeus          |        | junto a Kim Jae-wook |
| 2011-2012 | Return to Hamlet | So-hee |                      |

## Premios y nominaciones
| Año  | Premio                      | Categoría                                                  | Nominación                    | Resultado | Ref.          |
| ---- | --------------------------- | ---------------------------------------------------------- | ----------------------------- | --------- | ------------- |
| 2016 | 53 Grand Bell Awards        | Mejor Actriz de Reparto                                    | En el interior de los hombres | Nominada  |               |
| 2016 | 35 MBC Drama Awards         | Premio dorado de actuación, Actriz de un Proyecto Especial | Monster                       | Nominada  |               |
| 2018 | KBS Drama Awards            | Premio a la excelencia, miniseries                         | Matrimonial Chaos             | Nominada  | [ 29 ]        |
| 2021 | 42nd Blue Dragon FIlm Award | Mejor actriz de reparto (cine)                             | The Call                      | Nominada  | [ 30 ]        |
| 2022 | 8th APAN Star Awards        | Mejor actriz de reparto                                    | Mi diario de liberación       | Nominada  | [ 31 ] [ 32 ] |